# Schafbach (Feilebach)
Der Schafbach ist ein rechter Zufluss des Feilebachs in der Talsperre Dröda im Vogtlandkreis im Freistaat Sachsen.

## Details
Der Schafbach gehört zum Flusssystem der Elbe. Seine Quelle liegt in der Gemeinde Triebel rund einen Kilometer südlich von Burkhardtsgrün. Als Wald- und Wiesenbach schlängelt sich das Gewässer auf seinem rund vier Kilometer langen Verlauf nach Norden und nimmt als linken Nebenfluss den Ottengrüner Bach und als rechten Nebenfluss das Ehrlichbächlein sowie einige kleine weitere Bäche auf. Am Vorbecken Schlegelmühle wird er aufgestaut, bevor im Ortsgebiet von Bobenneukirchen ins dortige Vorbecken und die Vorsperre und schließlich in die Talsperre Dröda mündet. Die Mündung liegt auf 444 m.